# Frammentarietà
La frammentarietà è il concetto che esprime come l'applicazione del diritto penale avvenga in modo puntiforme, a seguito di una scelta del legislatore che decide quali fatti specifici debbano essere classificati come reati e quindi puniti, lasciando alcune aree dell'agire umano scoperte dal suo intervento. I vuoti di tutela, necessari e positivi, rappresentano una garanzia e una caratteristica inevitabile.
Essi sono, in primo luogo, garanzia liberale: fondata sulla concezione della libertà quale regola e dell'illecito penale quale eccezione (nella Costituzione Italiana, principio di tassatività).
In secondo luogo la frammentarietà è caratteristica inevitabile per via dell'impossibilità di sottoporre alle norme penali tutto l'universo dei fatti e quindi di attuare una completa punizione dei reati.
In questo il diritto penale si differenzia dalle scienze criminali empiriche, che invece mirano a studiare il crimine nella sua interezza.